# Jeffrey Webb
Jeffrey Webb (George Town, Islas Caimán; 24 de septiembre de 1964) es un empresario y funcionario de fútbol caimanés, expresidente de la CONCACAF desde fue elegido el 23 de mayo de 2012, sucediendo a Alfredo Hawit, y antiguo miembro del Comité Ejecutivo de la Unión Caribeña de Fútbol y expresidente de la Asociación del Fútbol de las Islas Caimán. Fue arrestado el 27 de mayo del 2015 por el caso de corrupción de la FIFA de 2015.